# 菊芳國家公園

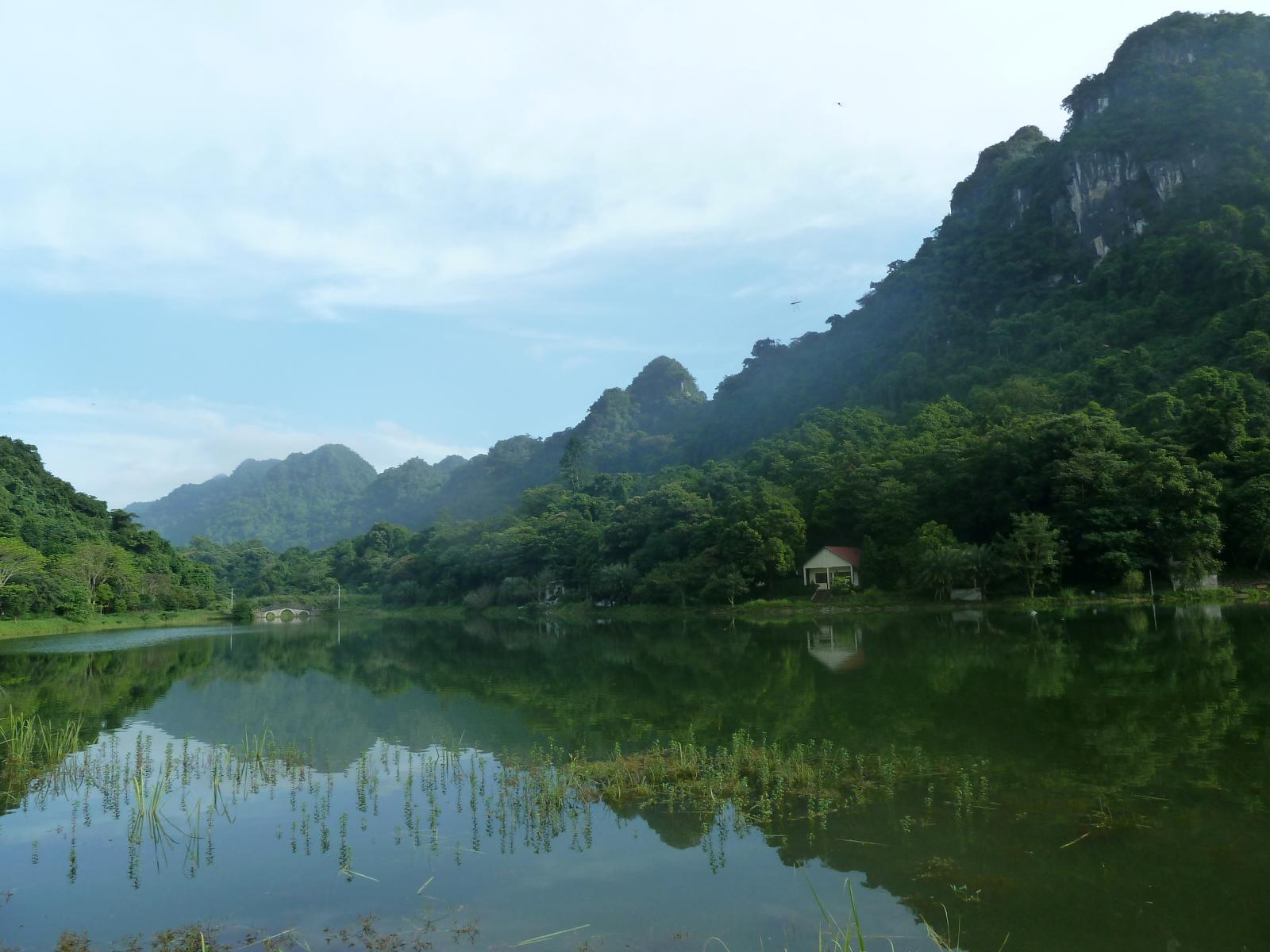

20°19′00″N 105°36′30″E / 20.31667°N 105.60833°E
菊芳國家公園是越南的國家公園，位於該國北部，處於寧平省，成立於1966年，面積222平方公里，有137種鳥類、46種兩棲類、76種爬蟲類、11種魚類、97種哺乳類等野生動物棲息。